# Bradysia longiradiomedialis
Bradysia longiradiomedialis är en tvåvingeart som beskrevs av Shah Mashood Alam 1988. Bradysia longiradiomedialis ingår i släktet Bradysia och familjen sorgmyggor. Inga underarter finns listade i Catalogue of Life.